# گی همیلتون
گی همیلتون (انگلیسی: Gay Hamilton؛ زادهٔ ۲۹ آوریل ۱۹۴۳) بازیگر اهل بریتانیا است. وی از سال ۱۹۶۳ میلادی تاکنون مشغول فعالیت بوده‌است.
از فیلم‌ها یا برنامه‌های تلویزیونی که وی در آن نقش داشته‌است، می‌توان به بری لیندون، ایست‌اندرز، مردی برای تمام فصول و دوئل‌بازها اشاره کرد.